# Rada Ochrony Zabytków
Rada Ochrony Zabytków – istniejący od początku lat 90. XX w. organ opiniodawczo-doradczy Ministra Kultury i Dziedzictwa Narodowego, od 2003 r. powoływany i działający na mocy art. 97 ustawy o ochronie zabytków i opiece nad zabytkami. Zgodnie z ustawą do zadań Rady należy wydawanie opinii w sprawach dotyczących: założeń do projektu krajowego programu ochrony zabytków i opieki nad zabytkami, oceny realizacji zadań wynikających z koncepcji polityki przestrzennego zagospodarowania kraju w odniesieniu do zabytków, ochrony pomników historii, projektów aktów prawnych dotyczących ochrony zabytków i opieki nad zabytkami.
Członkowie Rady w liczbie do 20 osób powoływani są na 4-letnią kadencję spośród osób posiadających wybitne osiągnięcia i zasługi w ochronie zabytków lub w opiece nad zabytkami, a w jej pracach bierze udział Generalny Konserwator Zabytków.
W dniu 7 kwietnia 2008 r. rozpoczęła się kadencja Rady na lata 2008–2012. Przewodniczącym Rady został prof. Jacek Purchla, a jego zastępcami  prof. Bogumiła Rouba i prof. Konrad Kucza-Kuczyński.
Pozostali członkowie Rady:
- Prof. dr hab. Aleksander Böhm
- Prof. dr hab. Wojciech Chudziak
- Dr hab. Romana Cielątkowska
- Dr hab. Piotr Dobosz
- Prof. dr hab. inż. Jerzy Jasieńko
- inż. arch. Jerzy Jasiuk
- Paweł Jaskanis
- Wiesław Kaczmarek
- Prof. Andrzej Koss
- Prof. dr hab. Hanna Kóčka-Krenz
- Dr hab. Jadwiga Łukaszewicz
- Prof. dr hab. Tadeusz Markowski
- inż. Piotr Napierała
- Prof. dr hab. Andrzej Rottermund
- Prof. dr hab. Bogusław Szmygin
- Prof. dr hab. Jan Skuratowicz
- Prof. dr hab. Andrzej Tomaszewski.